# Tlucná
Tlucná je vesnice, část obce Horní Bělá v okrese Plzeň-sever v Plzeňském kraji. Nachází se asi dva kilometry východně od Horní Bělé. Prochází zde silnice II/205. Tlucná leží v katastrálním území Horní Bělá o výměře 10,02 km².

## Historie
První písemná zmínka o vesnici pochází z roku 1370.

## Obyvatelstvo
Při sčítání lidu v roce 1921 zde žilo 200 obyvatel (z toho 106 mužů) československé národnosti, z nichž bylo 72 římských katolíků a 128 lidí bez vyznání. Podle sčítání lidu z roku 1930 měla vesnice 235 obyvatel: 234 Čechoslováků a jednoho Němce. Šest z nich bylo evangelíky, 111 se hlásilo k římskokatolické církvi a zbytek byl bez vyznání.
| Rok            | 1869 | 1880 | 1890 | 1900 | 1910 | 1921 | 1930 | 1950 | 1961 | 1970 | 1980 | 1991 | 2001 | 2011 | 2021 |
| -------------- | ---- | ---- | ---- | ---- | ---- | ---- | ---- | ---- | ---- | ---- | ---- | ---- | ---- | ---- | ---- |
| Počet obyvatel | 0    | 146  | 167  | 182  | 223  | 200  | 235  | 149  | 177  | 172  | 142  | 109  | 114  | 117  | 113  |
| Počet domů     | 0    | 13   | 13   | 16   | 19   | 23   | 39   | 42   | 42   | 46   | 42   | 49   | 51   | 54   | 59   |

## Obecní správa
Tlucná vznikla v roce 1880 jako část obce Horní Bělá, se kterým patřila nejprve do okresu Kralovice, ale v roce 1950 v okrese Plasy a od roku 1960 v okrese Plzeň-sever.v okrese Plzeň-sever.